# Francesca Gagnon

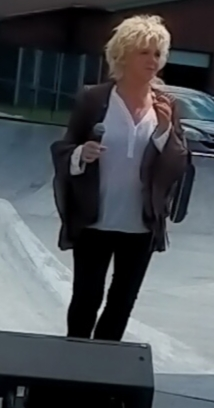
Francesca Gagnon (2021)

Francesca Gagnon (geboren am 6. August 1957 in Jonquière, Québec) ist eine kanadische Sängerin und Theaterschauspielerin, die in Alegría und Midnight Sun des Cirque du Soleil zu sehen war. Während ihrer mehr als zwei Jahrzehnte währenden Karriere hat sie mehrere Soloalben aufgenommen und tourte auf drei Kontinenten und sang auf Französisch, Englisch, Italienisch und Spanisch.

## Biografie
Geboren in Jonquière, Québec, begann Francesca Gagnon im Alter von zehn Jahren Klavier und Tanz zu lernen. Dieses Interesse an den Künsten setzte sich bis ins Erwachsenenalter fort, wo sie ihr Musikstudium an der Université du Québec à Montréal fortsetzte. Ihre ersten musikalischen Auftritte waren im Fernsehen, gefolgt von Live-Solo-Auftritten in Québec, Europa und Afrika. 1986, nachdem sie ihr erstes Album aufgenommen hatte, erhielt Francesca eine Juno-Award-Nominierung als "Most Promising Female Vocalist of the Year".
1994 wurde Francesca Mitglied der Alegría-Truppe des Cirque du Soleil. Sie war die Hauptsängerin auf dem Soundtrack von Alegría, der zum meistverkauften Album des Cirque du Soleil wurde. Es wurde 1995 für einen Grammy Award und mehrere Félix Awards nominiert und gewann zwei der letzteren. Alegría war außerdem 65 Wochen lang in den Billboard World Music Charts vertreten.
Francesca tourte weiter mit Alegría und spielte die Hauptrolle als "The White Singer" auf der 2001 live in Sydney aufgenommenen DVD. Während dieser Zeit trat sie auch mit der Truppe in der Tonight Show und vor Prinz Charles in der Royal Albert Hall in England auf. Obwohl sie den Cirque 2002 verließ, um ihre Solokarriere fortzusetzen, kehrte Francesca zurück, um den Titelsong von Alegría beim 25-jährigen Jubiläum des Montreal Jazz Festival und beim 20-jährigen Jubiläum des Cirque du Soleil im Jahr 2004 zu singen. Dieses Konzert, bei dem Michel Lemieux und Victor Pilon Regie führten, wurde auf DVD als Cirque du Soleil's Midnight Sun veröffentlicht.
Seit der Rückkehr zu ihrer Solokarriere veröffentlichte sie 2005 nach zweijähriger Produktionszeit ihr neuestes Album Hybride. Auf dem Album singt Francesca in einer von ihr selbst geschaffenen Sprache, inspiriert von den musikalischen Klängen verschiedener Sprachen.

## Ausgewählte Diskographie
| Jahr | Titel                       | Notizen                    |
| ---- | --------------------------- | -------------------------- |
| 2010 | Meridiano                   | arbeiten mit Inti-Illimani |
| 2005 | Hybride                     | –                          |
| 2004 | Le Best of Cirque du Soleil | Kompilationsalbum          |
| 1999 | Au delà des couleurs        | –                          |
| 1994 | Alegría                     | Cirque du Soleil           |
| 1988 | Francesca                   | –                          |
| 1985 | Magie                       | –                          |

## Filmography
| Jahr | Titel                                     | Rolle            |
| ---- | ----------------------------------------- | ---------------- |
| 2004 | Cirque du Soleil präsentiert Midnight Sun | The White Singer |
| 2001 | Cirque du Soleil präsentiert Alegría      | The White Singer |